# Safety Integrity Level
Safety Integrity Level (SIL; Stupeň integrity bezpečnosti) je čtyřstupňová škála integrity bezpečnosti. SIL 1 značí nejnižší úroveň integrity a SIL 4 nejvyšší úroveň integrity. Používá se jako prostředek přiřazení kvalitativních hodnotících přístupů (pro vyloučení systematických poruch) ke kvantitativnímu přístupu hodnocení (pro řízení náhodných poruch), protože systematické poruchy není možné kvantifikovat.
Hodnocení dle škály SIL se používá v odvětví v elektronických železničních sdělovacích a zabezpečovacích systémech a systémech zpracování dat.

## Tolerovaná intenzita nebezpečí (THR)
Pro zařazení do určitého stupně SIL musí být dosažená kvalita v systému v rozmezí tolerance, která se pro jednotlivé kategorie vyčísluje následovně:
| SIL | THR (TFRR)        |
| 4   | 10−9 ≤ THR < 10−8 |
| 3   | 10−8 ≤ THR < 10−7 |
| 2   | 10−7 ≤ THR < 10−6 |
| 1   | 10−6 ≤ THR < 10−5 |

## SIL 0
Tato úroveň byla zavedena EN 50129:2003 a již se nepoužívá. Pokud se objevuje úroveň SIL 0, značí to, že se jedná o zařízení, na které nejsou kladeny žádné bezpečnostní požadavky (ve smyslu zabezpečovací techniky).